# 書院 (東アジア)
書院（しょいん）とは、中国に端を発し、漢字文化圏の東アジア（日本、朝鮮、ベトナム）に波及した前近代の学校、私塾の一類型である。宋代以降、国家の官学に対して特に民間の私学で行われた。中国語での発音はシューユエン(shūyuàn)、朝鮮語ではソウォン(서원)。

## 中国大陸の書院

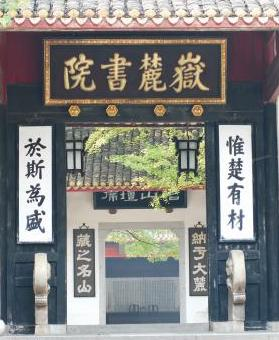
嶽麓書院

書院の由来は唐代にあり、開元13年（725年）、麗正殿を集賢殿と改めて書院を置き、学士を置いて古今の経籍を校勘したり、天下の遺書を収集したりした。
貞元中、李渤は廬山白鹿洞に隠居して読書したが、南唐の時、ここに学館が置かれ、廬山国学とされた。これが宋代に白鹿洞書院と改められた。南宋の朱熹や明の王陽明がここで講学している。
宋代、政府によって書院の造成が奨励され、政府や私人が書院を創設した。白鹿洞書院（江西廬山）・応天府書院（河南商丘）・嵩陽書院（河南太室山）・岳麓書院（湖南岳麓山）は、宋の「四大書院」と呼ばれる。
元代には、すべて政府の管理下に置かれ、科挙試験の予備校と化した。
明代には、東林書院のように政治問題を取り扱う書院があらわれ、しばしば弾圧の憂き目にあった。
清代、科挙を目的として数千もの書院が作られた。しかしなかには、阮元の詁経精舎（杭州）・学海堂書院（広東）のように、科挙ではなく学問研究（考証学）を目的とするものもあった。
清末、科挙が廃され、書院は「学堂」と改められた。これが近代、中国の大学の母体となっていった。
中華人民共和国成立後、文化大革命中の批林批孔運動による儒教排斥に伴い各地に残る書院建築物に対する破壊行為が横行したが、1990年代以降復興再建が進められている。白鹿洞書院は世界遺産である廬山の、嵩陽書院も「天地の中央」にある登封の史跡群の構成資産に含まれることから観光地化（遺産の商品化）が著しい。

## 朝鮮の書院
韓国（朝鮮半島）における書院の始まりは1542年に建てられた紹修書院（白雲洞書院）である。現在韓国には637件の書院があるとされ、中にはマンションの一室に収まるものやキリスト教系のものもある。そうした中で陶山書院・紹修書院・道東書院・屏山書院・玉山書院は五大書院と呼ばれ、屏山書院と玉山書院は「大韓民国の歴史的村落：河回と良洞」として登録されている世界遺産の構成資産になっている。
また2016年の世界遺産登録審査予定物件として陶山書院・紹修書院・道東書院・武城書院・遯岩書院・濫渓書院・筆岩書院に屏山書院と玉山書院を統合し「書院、李氏朝鮮の性理学教育機関群」として推薦していたが、書院間の相互関係や中国の書院との違い、既存登録物件からの分離再編による管理体制を示しきれていないとして登録延期勧告が出され推薦を取り下げた。しかし、第43回世界遺産委員会では、「書院、韓国の性理学教育機関群」として登録勧告を踏まえて正式登録に至った。
一方北朝鮮では、世界遺産「開城の歴史的建造物群と遺跡群」で崧陽書院が構成資産となっている。

## 日本の書院
書院は科挙制度と関係するため、科挙が根付かなかった日本では中国や韓国のような書院も根付くことはなかったが、江戸時代には藩校に対しての私塾や寺子屋などが公権力とかかわりのない教育機関という意味では書院に相当する。むしろ日本では書院造りのような建築様式、書院式庭園などに発展した。

## その他の書院
世界各地へ進出した華僑が現地に書院を建てる事例があり、「華僑（侨胞）書院」「南洋書院」と呼ばれている。最も古いのは1729年にインドネシアのバタビア（現ジャカルタ）に造られた明誠書院、次いで1819年にマレーシアのペナンに建てられた五福書院、1854年にはクアラルンプールに南華書院とシンガポールに陳氏書院が開かれている。
清朝末期には蒙古族への漢化政策から、モンゴルに1886年に古豊書院、その翌年には啓秀書院などが作られた（いずれも現存せず）。ここでは儒教精神的な主従関係を植え付けるほか、漢語・漢文やチベット仏教、さらに農業についても教えることで遊牧民の定住化を進める目的も担った。

## 派生事象
蔵書が転じて日中韓では出版社や書店の社名に「〇〇書院」と用いられ（例：帝国書院）、ベトナムではThư viện（トゥーヴィエン）は図書館の意味にもなっている。
中国や韓国の書院は日本の書院造りのように明確な形式の建築様式がなく、時代や地域の風俗・伝統に応じて様々な構造で建てられ（朝鮮半島では韓屋風）、転じて現代では韓国や台湾で図書館や学習塾のビル外観に書院を連想させるデザインを採用する事例もある。